# Académie allemande de Rome Villa Massimo

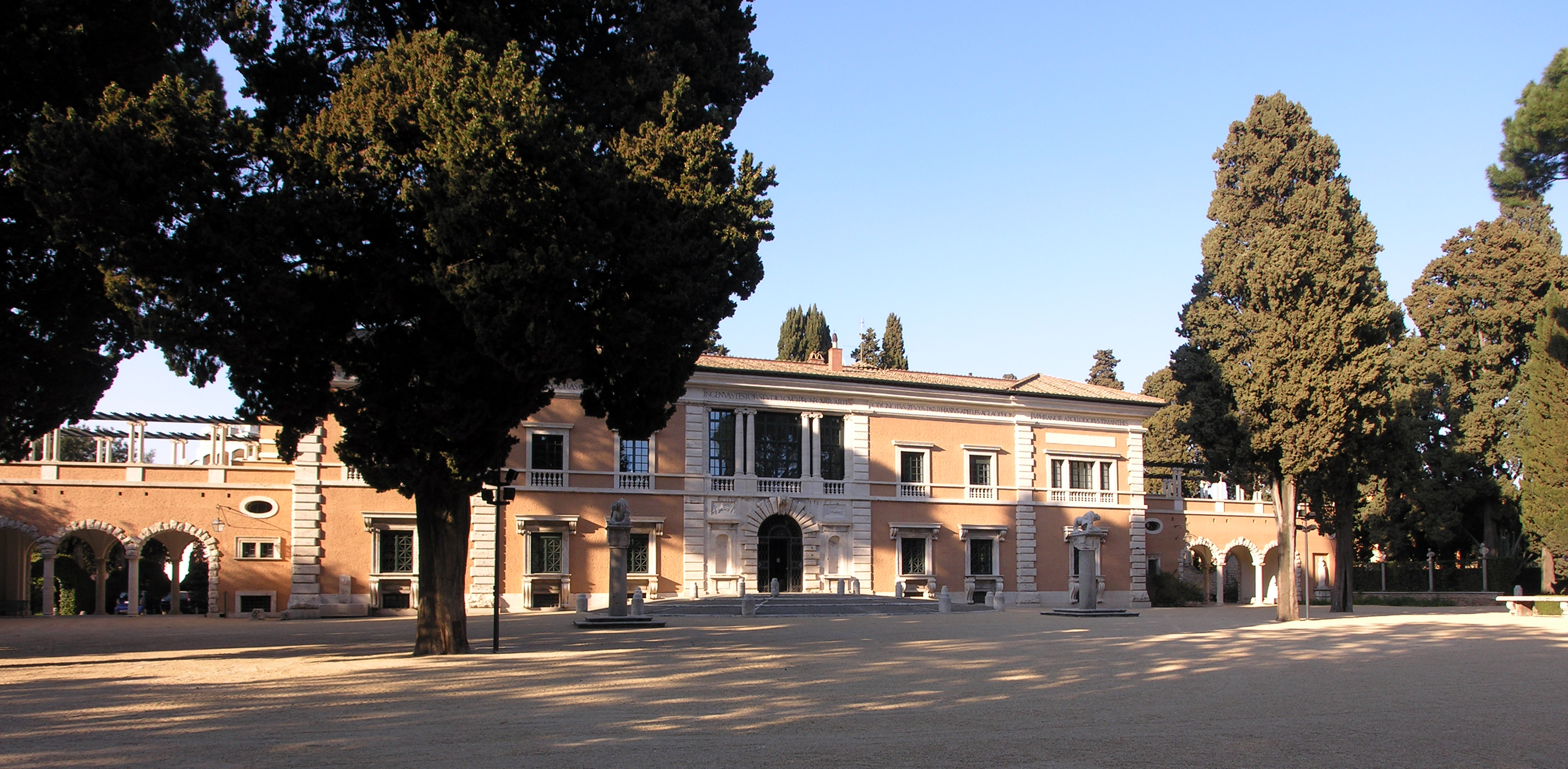

La Deutsche Akademie Rom Villa Massimo (en italien : _Accademia Tedesca Roma Villa Massimo_), souvent abrégée en Villa Massimo, est une institution culturelle allemande basée à Rome. Créée en 1910–1913 par l’industriel et mécène Eduard Arnhold, elle offre des bourses prestigieuses aux artistes allemands ou résidant en Allemagne, leur permettant de séjourner en résidence à Rome ou dans ses annexes.

## Histoire

### Fondation et création
En 1910, Eduard Arnhold acquiert le domaine historique de la Villa Massimo, ancienne propriété de la famille Massimo, et le lègue à l’État prussien afin d’y installer une résidence d’artistes, inspirée de la prestigieuse Villa Medici à Rome,. La construction, confiée à l’architecte suisse Maximilian Zürcher avec la collaboration de Ludwig von Hofmann, Louis Tuaillon et d’autres artistes, s’achève en 1913.

### Événements de guerre et périodes de crise
Pendant la Première Guerre mondiale, la villa est réquisitionnée, servant d’hôpital pour blessés et d’atelier de prothèses, avant d’être saisie comme bien ennemi (1915–1918). Dès les années 1920, elle retournera à sa vocation culturelle, avec la réouverture officielle en 1928. La montée du nazisme provoque des tensions et des restrictions, mais la Villa Massimo continue à fonctionner jusqu’en 1943. Durant la Seconde Guerre mondiale, elle devient un casino pour officiers puis une station de radio de la Luftwaffe ; elle sera à nouveau confisquée par les Alliés en 1944.

### Renaissance artistique
Après la guerre, la Villa renaît en 1957 comme « Académie d'Allemagne à Rome », recevant ses premiers boursiers du régime républicain, tels que le compositeur Bernd Alois Zimmermann. Depuis 2002, la Casa Baldi (Olevano Romano) et la Villa Serpentara sont venues compléter l’offre résidentielle.

## Organisation et fonctionnement
La résidence propose deux programmes :
- Une **bourse principale** : 10 mois à résidence dans un des dix appartements/studios avec un atelier à la Villa Massimo à Rome, accompagnée d’un versement mensuel de 2 500 €[7].
- Une **bourse secondaire** : 3 mois à la Casa Baldi (et accès aux programmes de la Villa Serpentara), avec les mêmes modalités financières[1].

Les artistes sélectionnés — spécialistes en arts visuels, musique, littérature, architecture — bénéficient d’un encadrement, d’un atelier, d’un logement, d’un réseau professionnel et d’une plateforme culturelle[réf. nécessaire]. Depuis 2019, la directrice est Julia Draganović (en).

## Sélection de boursiers
Parmi les lauréats figurent des artistes renommés tels qu’Anselm Kiefer (1976), Felix Nussbaum (années 30), Rolf Dieter Brinkmann (2022 Casa baldi) ou encore les plasticiens contemporains comme Christian Jankowski (2010) et Tatjana Doll (2008 Casa Baldi).

## References
1. 1 2  « Places of residency – Deutsche Akademie Rom Villa Massimo » (consulté le 19 juillet 2025)
2. ↑  Angela Windholz, Et In Academia Ego, Schnell & Steiner, 2008
3. ↑  Joachim Blüher et Julia Trolp, 100 Jahre Deutsche Akademie Rom｜Villa Massimo, Wienand Verlag,‎ 2010
4. ↑  Julia Draganović et Theresa Brüheim, « In Rom ist man nie am falschen Platz », sur Deutscher Kulturrat, 28 novembre 2019 (consulté le 19 juillet 2025)
5. ↑  Jobst C. Knigge, Die Villa Massimo in Rom 1933–1943 – Kampf um künstlerische Unabhängigkeit, Humboldt‑Universität zu Berlin, 2013
6. ↑  « Villa Massimo – Informations » (consulté le 19 juillet 2025)
7. ↑  « Apply for the Rome Prize – e‑flux » (consulté le 19 juillet 2025)
8. ↑  « Dr. Julia Draganović », sur www.villa-massimo.org (consulté le 12 juin 2020)
9. ↑  https://www.villamassimo.de/de/stipendiaten